# Resultados do Carnaval de Porto Alegre em 2017
Os resultados do Carnaval de Porto Alegre em 2017, foram divulgados no dia 27 de março no Complexo Cultural do Porto Seco. Neste ano não ocorreu rebaixamento de escolas da Série Ouro. A tribo Os Comanches foi declarada "Hors concours". Os desfiles da Série Prata foram cancelados. A campeã foi a Imperadores do Samba apresentando o enredo: Sou Resistência e Não me Kalo: Frida Sou México em Flores, Cores e Amores: Diva entre Imperadores.

## Série Ouro
| Colocação | Escola                     | Enredo                                                                                              | Pontos | Punição | Ref.  |
| --------- | -------------------------- | --------------------------------------------------------------------------------------------------- | ------ | ------- | ----- |
| 1º        | Imperadores do Samba       | Sou Resistência e Não me Khalo: Frida, Sou México em Flores, Cores e Amores: Diva entre Imperadores | 239,4  |         | [ 3 ] |
| 2º        | União da Vila do IAPI      | De Porto à Porto o Sonho Aconteceu: Natalício, uma Receita de Sucesso                               | 239,3  |         | [ 3 ] |
| 3º        | Império da Zona Norte      | Império em Procissão                                                                                | 239,1  |         | [ 3 ] |
| 4º        | Estado Maior da Restinga   | Da Nossa Cana Doce Sai a Pinga, Minha Gente! E a Tinga Faz a Festa com Nosso Ouro Aguardente        | 239,1  |         | [ 3 ] |
| 5º        | Embaixadores do Ritmo      | Embaixadores Homenageiam o Centenário do Samba                                                      | 238,7  |         | [ 3 ] |
| 6º        | Bambas da Orgia            | Num Piscar de Olhos Tudo Pode Acontecer                                                             | 238,6  | - 0,4   | [ 3 ] |
| 7º        | Acadêmicos de Gravataí     | Roda, Roda, Roda e Avisa: Faça-se a Confusão, o Rei da Alegria vem Sacudir a Multidão               | 238,4  |         | [ 3 ] |
| 8º        | Imperatriz Dona Leopoldina | A Imperatriz Dança e Canta a Negritude, Tchê!                                                       | 237,1  | - 0,4   | [ 3 ] |